# BLOOD LAD 血意少年
《BLOOD LAD 血意少年》（日語：ブラッドラッド）是由日本漫畫家小玉有起在「YOUNG ACE」上連載的漫畫作品。原作於2016年底發行至第17卷完結，中文版由台灣角川負責代理。電視動畫於2013年7月7日開播。

## 故事簡介
「遵從，妳的血。」

擔任魔界某區地盤老大的強悍吸血鬼──史塔茲，他厭惡自己的吸血鬼身分，並深愛著日本文化。某天，一名日本少女──柳冬實意外闖入他的地盤。難得遇到活生生的日本人，史塔茲止不住心中的悸動。但是，當他前往驅逐妄想占領地盤的入侵者時，冬實竟然被怪物吃下肚裡死掉了！！變成幽靈後的冬實，頓時讓史塔茲覺得喪失魅力，於是他下定「血意」，一定要讓冬實復活…！？

## 登場人物

### 主要人物
史塔兹·C·布拉德
本作男主角。東魔界地盤老大之一，非常喜歡日本文化，住處擺滿了日本動漫和電玩遊戲，是個不折不扣的宅男。遇到冬實後對她一見鍾情，卻在她變成幽靈後失去感覺。為了在冬實變回人類後吸食她的血而下定「血意」，一定要讓冬實復活。
重視個體性，惡於依賴身為純種吸血鬼的家世背景；年幼時便獨自離家，據悉是為了去日本見宮崎駿。離家出走時掉到烏爾夫的地盤上，年紀相仿的兩人成為了好友，個性雖多少有些不合，在性格和背景方面卻很是相似；與手下的上下關係較模糊，平時會邀泰克等人到房裡一起打電玩。從小歷經布萊斯各式各樣的人體實驗，十分嫌棄他為達目的不擇手段的行事手法，以自己獨特的方式關心著莉茲。面對貝爾的戀心態度遲鈍，直到她向自己表白才察覺到對方的心意。
唾液具有催眠效果，能透過牙齒從他人身上獲取魔力。魔力具體化後形似一隻巨大的手掌。
畫技拙劣，會用電影《回到未來》中馬帝的睡姿睡覺；重視牙齒的保養，只要一有空就會刷牙。性格稍顯我行我素，曾被冬實吐槽缺乏協調性，平時作風懶散，一旦下定決心就會竭盡全力達成目標；相對也顯得固執不聽勸，本人直到後來才對此有所自覺。原先為了吸冬實的血才選擇幫她復活，自己卻在不知不覺中愛上了她，從而轉為以冬實自身渴望復活的意志為目的付諸行動。
隱瞞冬實復活後可能會失憶的副作用，故事最後轉學到冬實班上以同學的身分與她重新開始，欲喚回她前世作為幽靈的記憶。
柳冬實
本作女主角。性格溫柔單純，從小母親便不在身邊，與父親兩人相依為命。
某天在偶然的情況下透過空間轉移魔法暗黑窗簾來到魔界，被史塔茲的手下帶到其住處後卻又在他外出擊退地盤的入侵者時被怪物吃掉了。
死後變成幽靈作為魔族留在魔界，跟著史塔茲到處尋找復活自己的方法；雖因他諸多擅自的決定和行動遇上不少麻煩，心裡卻十分感謝史塔茲並對他抱有極高的信任感。初返人界時作為魔族根性不穩險些消失，吸食史塔茲的血後才得以恢復，卻因幽靈無法負荷與吸血鬼的魔力差使她魔力消耗快速，必須持續吸食史塔茲的血才能維持存在，因此史塔茲答應在復活之前都要當她的「輸血鬼」。復活一事看似皆為史塔茲的一廂情願，但心中想回到父親身旁的意願亦著實強烈。
熟知諺語，手製蛋包飯深得莉茲喜愛，被貝洛斯稱作「蛋包飯名人」。生前作息規律並井然有序，家中事務幾乎皆由她打理，品味缺乏個性且十分樸素，曾被史塔茲吐槽自己的房間像監獄。
生性內向、容易害羞，偶爾會展現強勢的一面。總是看著一副抱歉的模樣，習慣配合他人的步調並隱藏自己真正的願望。曾一度對自己的心情感到迷茫，最終在史塔茲的告白下察覺自己對他的愛意。
復活後忘卻在魔界發生的一切，作為人類回歸了原本的日常。
海德菈貝爾
魔界最上級的空間魔法師兼寶物獵人，通稱貝爾。擅長使用「暗黑窗簾」隨心來往人界和魔界，能在任何場所隨意製作出空間，亦能隨意到達任何地方。
常背一個巨大的背包而被稱作「大福」。精通空間魔法，年幼時已能憑一己之力開啟窗簾，魔力具體化後形似一顆攤開的骰子。喜歡洗澡，和父親一樣製作了一間亞空間房間，內部擺設與裝潢流露出女孩子氣的一面。由於受不了母親對花俏衣裳的喜好和父親缺乏顧慮侵犯隱私的行為而很少回家。
原本打算要讓擅自使用窗簾的魔法小偷當自己的達令，但貝爾後來喜歡的人是史塔茲；然而總是十分不坦率，經常被他不經意的言行傷害。在與凱蒂對話的過程中察覺自己喜歡的是「因冬實而努力的史塔茲」，體認到某些事物不得手方顯珍貴，替自己能及時醒悟感到慶幸。
原為極度反感被方便地利用的性格，後受影響學會為了朋友行動。
烏爾夫博伊
史塔茲的舊友兼宿敵，是一名狼男。西魔界地盤老大之一，管轄的地區佔了西魔界領土的絕大部分，但烏爾夫並非想要支配與統治，只是想和強大的對手打一場而已；也因此地盤上的氣氛和平，本人亦受到居民們十足的愛戴。不曾讓他人窺見自己的睡相，能進到房間裡的人更是少之又少。正義感極強，不擅算數，貌似是個路癡。不喜歡甜食，從小為了讓同伴吃到美味的菜餚學會以本能調味料理；性格相較史塔茲更為務實，看似神經大條缺乏思考，但在某些時候會展現比史塔茲還纖細的一面。戲稱史塔茲為「血腥小櫻桃」。
打鬥時常持一根能夠封存魔力的筒棒，注入魔力後即可視作身體的一部分打擊。雖為名人堂魔族之一的狼男與現任王之子，卻因是狼男與無名魔族混合的非正式血統而被拋棄；變為狼型的時間也受限於三分鐘內，此時烏爾夫的速度和力量都會大幅提升。
受達迪所託找到生母凱蒂後明白當年的她受情勢所迫，表示自己不憎恨凱蒂並向她習得「超引力」的使用方法。訓練過程中對球棒產生了些許陰霾。

### 魔界

#### 東魔界
泰克
配音：米須太一（日本）；凱爾·赫伯特（美國）
東魔界的№2，史塔茲的手下。對史塔茲十分忠心，平時會幫他周轉想要的DVD和模型等商品，在史塔茲離開地盤的期間負責退治前來佔領地盤的入侵者。
模仿者吉田
配音：山本和臣（日本）；Max Mittelman（美國）
東魔界的新人。史塔茲的大粉絲，能變換成他人的長相，在史塔茲離開地盤的期間負責喬裝成他的樣子待在地盤上。
豆次郎
配音：齋藤千和（日本）；克里斯蒂娜·瓦倫瑞拉（美國）
外表看起来像貂、擁有三隻眼睛的珍奇魔獸。和莎蒂一起生活，雖然莎蒂不講話，豆次郎卻相當多話，乍看之下兩人之間毫無對話對話，實際上是互通心意的最佳拍檔。
豆次郎的第三隻眼「遠視的鷹眼」 能看見幾公里外的景象，與莎蒂共同使用的「搜索眼」則能分析眼前人事物的本質。作為固定班底會出現在每期單行本的內封上。
莎蒂
史塔茲地盤上「THIRD EYE」咖啡廳的女主人。擁有三隻眼睛，不喜歡說話，總是靠眼神和豆次郎交流，單憑注視就能阻止爭吵中的史塔茲和豆次郎。咖啡廳的地盤使用租金藉由向地盤老大史塔茲提供免費的食物和飲料來抵押。

#### 西魔界
雉
配音：白川周作（日本）；馬修·默瑟（美國）
與鳶同為西魔界的№2，烏爾夫的手下。二人組中較具備常識的存在。
鳶
配音：ロア健治（日本）；托德·哈博肯（美國）
與雉同為西魔界的№2，烏爾夫的手下。非常景仰烏爾夫，甚至已經到了異常的地步。
弗蘭肯·斯坦
配音：稲田徹（日本）；帕特里克·塞茨（美國）
熟知魔族生態的瘋狂科學家。

#### 南魔界
鯖夫
配音：明平鐵平（日本）；德雷克·史蒂芬·普林斯（美國）
雪男的手下。情緒容易高漲，吉田的舊識。
雪男
配音：つぶやきシロー（日本）；凱爾·赫伯特（美國）
南魔界地盤老大之一。造成周圍氣溫下降的同時自己也會感到寒冷。

#### 魔界名人堂
布萊斯·D·布拉德
史塔茲的哥哥。一身典型的吸血鬼裝扮，就連手機都是棺材造型，在魔界擁有很高的地位與權限。思緒縝密，喜歡讓他人遵照自己的意思行動，不過唯一無法如他預料行動的人就是莉茲。曾為開發史塔茲的潛在魔力拿他做一些千奇百怪的實驗，卻因無法駕馭過剩的魔力而在史塔茲的心臟留下一發抑制魔力的子彈，後於史塔茲前往名人堂向他請教《人體復甦書》內容時順勢取出。
特權為「徬徨的血液」，能隨心所欲地操控自己的血液，並使其自由地行動。魔力具體化後形似數支交疊的十字架。
對弟妹管教嚴格，過去曾以影響教育為由禁止史塔茲前往名人堂窟，即便生活不困苦卻不會在莉茲懇請添購面具時予取予求。十分尊敬自己的父母，十年間一直致力於復活父親的實驗。雖然名人堂之王早已不是死去的理查茲，但在布萊斯的心中坐在王位上的人一直都是父親。
莉茲·T·布拉德
史塔茲的妹妹。魔界最大監獄「莉茲的玩具箱」的管理者，紅髮遺傳自母親，喜歡戴面具，不喜歡苦的東西。非常敬愛布萊斯，對得到布萊斯關注的史塔茲抱有十足的不滿，將他視作辜負布萊斯好意的一族之恥。
行使布萊斯賦予的特權「判定有罪」，負責制裁罪人並將他們打入大牢。魔力具體化後形似一對鋒利的大斧。
父母雙亡後布萊斯忙於實驗，使她一直以來都感到十分寂寞。性格要強，總是戴著面具遮隱自己愛哭的一面。
受布萊斯所託前往史塔茲的住處監視其行動時與冬實交好，和史塔茲的關係也有好轉的趨向；十分中意冬實做的蛋包飯和史塔茲收藏的吉卜力系列動畫。
殭屍
配音：里卓哉、江藤博樹（日本）；柯克·桑頓、德雷克·史蒂芬·普林斯（美國）
莉茲在監獄裡的部下。雖為殭屍卻行動敏捷，犯人只要按下牢房的挑戰按鈕並將他們擊敗就能出獄。
貝洛斯
配音：淺野真澄（日本）；Julie Ann Taylor（美國）
魔界名人堂警察，高爾的部下。性格直接不拘小節，稍顯孩子氣而叛逆，聲稱小時候認為規則就是為了被打破才會存在的。喜歡吹泡泡糖，除警察的職務外還和朋友組了一個硬蕊龐克樂團。
特權為「敗犬的項圈」。戴上項圈的人若在貝洛斯插入鑰匙前使用了魔力，項圈裡的惡犬就會將那個人咬傷。
因布萊斯向她搭話時常語帶性騷擾而稱他為「變態眼鏡」。
高爾
配音：岸尾大輔（日本）；Ben Pronsky（美國）
魔界名人堂警察的巡察部長，貝洛斯的上司。擅長使用電腦，平時看似是個冷靜的人，一旦生氣起來就會變得很恐怖。
因過於執著與擇善固執的個性，經常被部下說噁心。
- 憤怒之矛：能將高爾的怒氣具體化為怪物「憤怒」，怪物所擁有的強度與高爾憤怒的程度成正比。
- 冷靜的判斷能力：能將敵人全身結凍，前提是對方必須碰觸到高爾的頭，若是高爾不夠冷靜，結凍的冰也會跟著化掉。
- 怒意穿心突擊：憤怒變形附著於高爾的拳頭後高爾在敵人胸膛揮出的全力一擊。被擊中的人會處於究極的放鬆狀態之中，身體無法動彈並全身無力，一般要睡上半天才會醒過來。

萊特漢德
配音：山本兼平（日本）
名人堂的門衛。右臂為一隻伸縮自如的巨大蟹爪，曾於史塔茲攜冬實潛入名人堂時被他擊敗。
烏爾夫達迪
配音：若本規夫（日本）；Richard Epcar（美國）
現任魔界名人堂之王，烏爾夫的父親。純種的狼男，與理查茲是舊識；因被目睹取出理查茲心臟的一幕而為布萊斯憎恨，十年間背負篡位者的罵名代替理查茲看守著門扉。宮殿內有許多專屬的貼身女侍，即便如此仍無人能洞悉達迪真正的想法。
原欲將王位讓給擊敗格林的冬實，後受冬實推薦將王位傳給了布萊斯。
布拉德·理查茲
前任魔界名人堂之王，布拉德三兄妹的父親。十年前便已去世，王位由烏爾夫達迪接任。看似因達迪篡位而被殺害，實際上是在與格林的戰鬥中吸取太多對方的魔力無法排出才託達迪取出其心臟並接任王位。魔力具體化後形似滿口獠牙的嘴巴。
十年後因布萊斯的實驗復活，卻被亞基姆趁機搶奪心臟而再度死亡。性格認真嚴謹，被史塔茲稱為「跟不上時代的老頑固」。因莉茲的一句話誤以為史塔茲和冬實是男女朋友的關係，表示期待看到兩人相處的場景。
史塔茲的母親
理查茲的妻子，布拉德三兄妹的母親。故事中總以不露正臉的形式登場，特徵為中長的紅髮，名字不詳。十年前在戰鬥中被格林擄至門的另一端而亡。
赫沙夫特·格林
初代魔界名人堂之王，受人們畏懼的暴君。對魔力抱有強烈的渴望，基於與生俱來的強大無法滿足於自身既有的魔力，將魔素集中至一處後反被四周飽和的魔素淹至溺斃。十年前從裡端打開門扉，抓走了史塔茲的母親並試圖搶奪理查茲的身體，間接導致兩人死亡。十年後再度打開門扉，侵占亞基姆的心智後企圖再度以強權統領魔界，最終被吸收了全魔族魔力的冬實擊敗。

#### 海德菈
空間魔法師海德菈漢茲創造的亞空間，只有海德菈的人才能自由出入；其中懸浮著許多形似拉普達的島嶼，海德菈一族宅邸的所在處。
海德菈漢茲
配音：藤原啟治（日本）；Keith Silverstein（美國）
貝爾的父親。亞空間海德菈的創造者，深愛妻子奈茵與兩個孩子。打從心底敬佩犧牲自己的幸福為女兒著想的柳，至今仍然與柳保有聯繫。
本已與妻子決定要將變成魔族的冬實留在海德菈撫養，但漢茲以「不想再奪走柳重要的人」為由幫助史塔茲和冬實離開了海德菈。
設有一間四張半榻榻米大的亞空間房間，裡頭陳設著諸多新穎的電玩和奈茵的肖像。
奈茵
配音：三石琴乃（日本）；溫蒂·李（美國）
魔界與人界的分身相遇後的融合體，同為冬實與海德菈姊弟的母親、柳與漢茲的妻子。分身融合後在海德菈生活，從那時起就保持著與十四年前相同的容貌。喜歡花俏的衣服，酒量驚人，廚藝曾受布萊斯讚賞，兩人算是郵件朋友的關係，彼此會以電子郵件互相交換情報。行事手段較激烈、極端，為了讓冬實留在海德菈曾派涅爾去綁架冬實並雇用殺手阻撓史塔茲的行動。
海德菈涅爾
配音：梶裕貴（日本）；Erik Scott Kimerer（美國）
貝爾的弟弟。奈茵和人類融合後才與漢茲生下的孩子，因此雖遺傳了空間魔術能力卻差強人意，體能方面也不如姊姊貝爾來的強韌有勁。曾奉奈茵命令綁架冬實，後被史塔茲冠上了「幽靈小偷」的封號。和貝爾一樣十分懼怕母親在家中的權威，故事中經常被貝爾踢蹬胯部出氣。對貝爾在戀愛方面不坦率的態度表示反對並給予支持，同時也鼓勵冬實即時表達自己的心意。

#### 無所畏懼小隊
將名人堂魔族也視為目標的殺手集團，雖又名吸血鬼獵人實際上卻從未獵殺過吸血鬼。曾受奈茵所託殺害史塔茲並潛入名人堂暗殺亞基姆。
夏姆基德
配音：杉山紀彰（日本）；Brian Beacock（美國）
小隊中的讀取機，能透過啃食敵人的毛髮來讀取對方的行動。
雖為隊長卻毫無威嚴，所有隊員都相當習慣如何應付他。經常將「BAD」掛在嘴邊，擅長魔術，有變身成貓咪的能力。對凱利抱有好感。
山姆
配音：桐本琢也（日本）；馬修·默瑟（美國）
小隊中的老手。一身武士的行頭並配戴銀製的刀具。拿名牌商品十分沒轍。
茉莉花
配音：藏合紗惠子（日本）； 埃里卡·門德斯（美國）
小隊中的一點紅。殭屍裝扮的中華系少女，配有銀製的勾爪及弓箭；毒舌，情緒欠佳或心懷不滿時會呢喃一些旁人聽不懂的咒文。潛入名人堂替亞基姆掌廚的過程中對料理萌生了濃厚的興趣。
羅伊
配音：石田彰（日本）；托德·哈博肯（美國）
小隊中的軍師。能力為「腦內共有空間」，能將隊員們的思考連結起來，進而傳達並共享夏姆讀取到的資訊。總是一副嗜睡的模樣，看似漫不經心但小隊的作戰方針基本上都是由他策劃。
蘭德
小隊中的大力士。從沒開口說過話，像木乃伊一樣用繃帶包覆著身體，空心的軀幹能拿來裝載物品，甚至連人也能搬運。

#### 黑名單
被魔界放逐的危險人物。
伊畢爾·傑克
人稱「鋼之伊畢爾·傑克」，處以兩萬年刑罰，魔界史上最兇惡的罪人。本性怯懦柔和，因無法控制自己被逼到絕境就會發作的「自我防衛本能」而主動投獄。甘黨，喜歡蛋糕等甜食。
斯坦☆道治
統領「鬼之島」小隊，位於鬼族頂點的男人。因自己的歌聲引發族人集體昏厥而主動引退，夢想在眾人面前盡情地歌唱。歌聲具有提增力量的功效；拿手歌曲為「無法迴避的情歌」，能在歌聲的傳遞範圍內使所有人動彈不得。曾向貝洛斯求婚不過沒被對方當作一回事。
艾爾佛雷斯·米斯特
西魔界森林的守護者。能力為「精靈的通知」，能敞開他人的心胸並在戰鬥中藉由集中注意力看穿敵方的攻擊。性格冷靜，相貌較中性，曾被傑克誤稱為大小姐。
利特爾·派帝
現已從黑名單排除，史戴普的徒弟。臉上長著雀斑的敦厚少年，性情溫柔、善良，與史戴普一同居住在魔界的邊境。過去只要時間一到就會變身成兇猛的大腳怪「派帝·傑伯沃克」，在史戴普底下接受防止狂暴化的訓練，如今情況已獲改善。與伯艮蒂關係良好。

#### 其他
帕普拉頓·亞基姆
配音：遊佐浩二（日本）；Lucien Dodge（美國）
弗蘭肯改造的人造人，人造魔人№9。透過拼組魔族與魔族的肢體誕生而出的怪物，喜好「美麗」的事物，渴求能與自己匹配的肉體而利用潘特麥姆生前習來的空間魔法逃出弗蘭肯的研究室，到處奪取其他魔族的肉體並與自己的身體加以替換、結合，後被魔力解放的史塔茲打敗。
搶奪理查茲的心臟後意志被格林的魔力吞噬而亡。
潘特麥姆
亞基姆身體的原有者，達迪交付機密任務的男人。能透過肢體接觸模仿他人的能力，計畫利用空間魔法前往人界迎接凱蒂，卻因過程被布萊斯目擊打算滅口結果反為布萊斯所殺，後被弗蘭肯改造成亞基姆。
十四年前貝爾在冬實房間造出的窗簾所留下的痕跡被作為模仿空間魔法的基底，他的行動亦成了冬實誤闖魔界的契機。
凱利
亞基姆以自身魔力拼製出的人造魔人，名字意為翡翠綠。性格較認真、冷酷，對亞基姆十分忠誠。
伯艮蒂
亞基姆以自身魔力拼製出的人造魔人，名字意為金棗紅。性格較天真散漫，玩心十分旺盛，沒有善惡概念。與派帝關係良好。
安柏
格林以亞基姆魔力拼製出的人造魔人，名字意為琥珀棕。
懷特·史戴普
多年前誤闖魔界的人類，達迪過去的同僚。為了在魔界生存歷經了無數的修行，因派帝與自己同為「常規外的存在」而收他為徒並給予照顧。曾短暫地指導史塔茲與烏爾夫，在魔界各處有多個住所。

### 人界
柳
配音：德本英一郎（日本）；馬修·默瑟（美國）
冬實的父親，名字不詳。冬實死後心智受到史塔茲的唾液控制，對於女兒已死、變成幽靈生活在魔界一事全然不知。十四年前面對妻子與魔族融合的事態，為了讓自己的女兒身為一名人類在理所當然的環境下成長，當下便決定要獨自待在人界撫養冬實。比起自己的人生選擇了女兒的未來，因此漢茲表示柳是自己在這世上唯一懼怕的人。
櫻子
配音：藏合紗惠子（日本）； 埃里卡·門德斯（美國）
冬實的好友兼同班同學。史塔茲噴灑唾液後唯一短暫注意到冬實在誤闖魔界當天沒去學校的人物。
真由
配音：本多真梨子（日本）； Caitlin Chang（美國）
冬實的好友兼同班同學。
ONIQLO店長
配音：松田健一郎（日本）；Jamieson Price（美國）
位於人界的服飾店「ONIQLO」的店長，貝爾的好友兼酒友，鬼族的一員。相當珍視一條鬼族穿百年都不會破的內褲，會向想要得到這件內褲的人挑戰，曾被史塔茲打敗。對泰克很感興趣。
凱蒂
烏爾夫的母親。在人界擔任英語教師，喜歡觀賞棒球賽，不擅料理。會傾聽貝爾的戀愛煩惱並給予建議，看似性格粗枝大葉實則十分包容。
「超引力」的原使用者，長年待在人界以魔力維持生命因此已經無法使用能力，後將能力教授給烏爾夫。

## 用語解釋
魔素
形成魔族身體的主要元素。人類死亡後的靈魂化為魔素來到魔界散佈於空氣之中，魔族在體內循環魔素產生魔力藉以生活。
魔力
魔族透過魔素於體內產生的生命能量，單位為歐爾岡。某些魔族甚至能使魔力具體化，其形狀及功能皆因人而異。
歐爾岡
計量魔力的單位，用來表示保存魔力的器官數值。一般的魔族體內約有2000至3000歐爾岡。
魔界名人堂
漂浮於魔界上方的領地，居住著統領全魔界的名人堂魔族，設有王所在的名人堂宮殿及魔界最大監獄「莉茲的玩具箱」，布拉德一族的宅邸亦位於此處。
名人堂魔族
吸血鬼及狼人等被允許列於魔界名人堂的魔族。
名人堂警察
維持魔界治安的組織。
魔色組
名人堂之王直屬的秘密部隊，成員各以顏色命名，達迪與史戴普過去曾同屬於此部隊中。
THIRD EYE
位於史塔茲地盤上的咖啡廳。店內販售的薑汁汽水及槌蛇料理深受史塔茲喜愛，冬實偶爾會到店裡幫忙。平日客人不多，後因大家想一睹史塔茲戀人的容貌而人氣大漲。
ONIQLO
魔界的服飾店，在人界亦設有分店。原型為知名連鎖服飾店UNIQLO。
鴿胸貨運
魔界最快的貨運。由頭腦不發達的鳥頭們經營，基本上只要有錢就肯接活。外型封閉，適合隱密型的移動。
次元街道
魔界七大不可思議之一，位於南魔界，由無數的門扉組成，亞空間海德菈的入口。
弘嗣
冬實家附近的御好燒專賣店。過去冬實母親工作的場所，奈茵熱愛御好燒的時期常帶貝爾從魔界至此用餐，兩位分身也因此相遇融合。
名人堂窟
位於名人堂的地下商店街。內部構造迂迴複雜，史塔茲小時候常偷跑出家中來此冒險，甚至還製作了詳盡的地圖。
人體復甦書
布萊斯所著，紀載復甦術的書籍。書中文字經過重新排列，必須經由解構替換才能閱讀。
晚安草
透過氣味來助眠的葉子。布萊斯會在莉茲睡不著時使用，聽說在香草茶中添加些許晚安草還不錯。
名人堂冰淇淋
雖然加上了名人堂的名號，但其實是隨處可得的冰淇淋。巧克力脆片和綜合莓果好像很受小孩子的歡迎。
催眠丸子
內行魔界折扣賣店「死神商店」販售的雜草丸子。外表和味道都很糟，曾被史塔茲質疑為大便。
魔力全恢復藥水
恢復魔力的藥水。恢復的魔力量以魔族各自的魔力容器為基準而有所不同。
門扉
封印魔素的大門，位於名人堂宮殿，由歷代的王負責看守。起初格林為了獨享魔力將魔素集中至一處，結果導致自己無法排出周圍過多的魔素而溺斃其中。格林的魔力將飽含憎恨與痛苦的遺志傳達給周圍的魔素，最終具體化出的怪物則意圖打開門扉回到魔界，阻止並殲滅那個怪物便是王的任務。

## 出版書籍

### 單行本
| 集數 | 角川書店                     | 角川書店                                                          | 台灣角川       | 台灣角川               |
| 集數 | 發行日期                     | ISBN                                                              | 發行日期       | ISBN                   |
| ---- | ---------------------------- | ----------------------------------------------------------------- | -------------- | ---------------------- |
| 1    | 2010年5月1日                 | ISBN 978-4-04-715433-9                                            | 2011年5月20日  | ISBN 978-986-287-149-2 |
| 2    | 2010年8月4日                 | ISBN 978-4-04-715496-4                                            | 2011年6月2日   | ISBN 978-986-287-190-4 |
| 3    | 2011年2月4日                 | ISBN 978-4-04-715621-0                                            | 2011年10月29日 | ISBN 978-986-287-316-8 |
| 4    | 2011年6月4日                 | ISBN 978-4-04-715714-9                                            | 2011年11月12日 | ISBN 978-986-287-440-0 |
| 5    | 2011年12月3日                | ISBN 978-4-04-120015-5                                            | 2012年5月17日  | ISBN 978-986-287-730-2 |
| 6    | 2012年6月4日                 | ISBN 978-4-04-120285-2                                            | 2012年11月7日  | ISBN 978-986-325-045-6 |
| 7    | 2012年9月4日                 | ISBN 978-4-04-120412-2                                            | 2013年3月13日  | ISBN 978-986-325-230-6 |
| 8    | 2013年4月4日                 | ISBN 978-4-04-120700-0                                            | 2013年8月27日  | ISBN 978-986-325-529-1 |
| 9    | 2013年7月4日                 | ISBN 978-4-04-120733-8                                            | 2014年1月15日  | ISBN 978-986-325-731-8 |
| 10   | 2013年12月28日 2013年12月4日 | ISBN 978-4-04-120945-5（通常版） ISBN 978-4-04-120757-4（限定版） | 2014年6月5日   | ISBN 978-986-366-024-8 |
| 11   | 2014年5月2日                 | ISBN 978-4-04-121115-1                                            | 2014年11月26日 | ISBN 978-986-366-238-9 |
| 12   | 2014年11月4日                | ISBN 978-4-04-101675-6                                            | 2015年6月4日   | ISBN 978-986-366-560-1 |
| 13   | 2015年3月4日                 | ISBN 978-4-04-101676-3                                            | 2015年10月13日 | ISBN 978-986-366-776-6 |
| 14   | 2015年8月4日                 | ISBN 978-4-04-103327-2                                            | 2016年4月20日  | ISBN 978-986-473-048-3 |
| 15   | 2015年12月29日               | ISBN 978-4-04-103328-9                                            | 2016年8月29日  | ISBN 978-986-473-255-5 |
| 16   | 2016年7月4日                 | ISBN 978-4-04-104423-0                                            | 2017年6月8日   | ISBN 978-986-473-742-0 |
| 17   | 2016年12月31日               | ISBN 978-4-04-104424-7                                            | 2018年1月18日  | ISBN 978-957-853-191-8 |

衍生作品
| 冊數 | 標題 | 角川書店     | 角川書店               |
| 冊數 | 標題 | 發行日期     | ISBN                   |
| ---- | ---- | ------------ | ---------------------- |
| 1    |      | 2012年9月4日 | ISBN 978-4-04-120406-1 |
| 2    |      | 2013年7月2日 | ISBN 978-4-04-120772-7 |

### 小說
| 冊數 | 日版標題 | 角川書店     | 角川書店               |
| 冊數 | 日版標題 | 發行日期     | ISBN                   |
| ---- | -------- | ------------ | ---------------------- |
| 全   |          | 2013年7月1日 | ISBN 978-4-04-100933-8 |

### 公式書
| 冊數 | 日版標題 | 角川書店       | 角川書店               |
| 冊數 | 日版標題 | 發行日期       | ISBN                   |
| ---- | -------- | -------------- | ---------------------- |
| 全   |          | 2013年10月10日 | ISBN 978-4-04-110596-2 |

## 電視動畫
2013年7月7日開始播放。動畫制作由Brain's Base負責。

### 製作人員
- 監督：宮繁之[21]
- 角色設計、總作畫監督：藤崎賢二[21]
- 系列構成：古怒田健志[21]
- 美術設定、美術監督：榊枝利行 [21]
- 音響監督：飯田里樹 [21]
- 音樂：林友樹[21]
- 動畫制作：Brain's Base[21]
- 製作：BLOOD LAD製作委員會 [21]

### 主題曲
片頭曲
「ViViD」
作詞：藤林聖子，作曲：秋田博之，編曲：CHOKKAKU，歌：May'n
片尾曲
「BLOODY HOLIC」
作詞：唐澤美帆，作曲：加藤裕介，編曲：尾澤拓實，歌：南里侑香

### 各話列表
| 話數              | 日文標題 | 中文標題       | 劇本       | 分鏡            | 演出              | 作畫監督             | ED card            |
| ----------------- | -------- | -------------- | ---------- | --------------- | ----------------- | -------------------- | ------------------ |
| 第1話             |          | 僅存骨骸       | 古怒田健志 | 宮繁之          | 田中智也          | 藤崎賢二             | huke               |
| 第2話             |          | 不說我回來了   | 古怒田健志 | 斉藤良成        | 斉藤良成          | 斉藤良成、宮繁之     | 大久保篤           |
| 第3話             |          | 這不是拿著嗎   | 古怒田健志 | 佐山聖子        | 關野關十 田中智也 | 宮繁之               | 橋本エイジ         |
| 第4話             |          | 前往魔界名人堂 | 古怒田健志 | 田中智也        | 田中智也          | 江森真理子           | 押切蓮介           |
| 第5話             |          | 未確認魔人物體 | 古怒田健志 | 平野俊貴        | 平野俊貴          | 齊藤美香             | 田島昭宇           |
| 第6話             |          | 這就是死黨     | 古怒田健志 | 佐山聖子        | 黑川智之          | 村田峻治 斉藤良成    | 宮下裕樹           |
| 第7話             |          | 初次見到的莉茲 | 古怒田健志 | 平野俊貴        | 平野俊貴          | 小林利充 斉藤良成    | redjuice           |
| 第8話             |          | 兩人都是寶物   | 古怒田健志 | 佐山聖子        | 田中智也 斉藤良成 | 谷口繁則、江森真理子 | コザキユースケ     |
| 第9話             |          | 眼鏡之罪       | 古怒田健志 | 宮繁之          | 田中智也          | 菅野芳弘             | 片岡人生、近藤一馬 |
| 第10話            |          | 闇黑英雄‧崛起  | 古怒田健志 | 平野俊貴 宮繁之 | 平野俊貴 田中智也 | 藤崎賢二             | 三輪士郎 小玉有起  |
| 第EX話 （未放送） | [ 註 6 ] | 吾輩不是貓     | 古怒田健志 | 斉藤良成        | 田中智也 斉藤良成 | 江森真理子、斉藤良成 |                    |

### 播放電視台
日本深夜動畫：下文記載的日本国内播放時間使用日本標準時間（UTC+9）表示。因為部分時間标识會採用30小时制，因此請留意这类超过24:00的时间，其實際播放時間為翌日清晨。
| 播放地區 | 播放電視台  | 播放日期               | 播放時間（UTC+9）         | 所屬聯播網 | 備註       |
| -------- | ----------- | ---------------------- | ------------------------- | ---------- | ---------- |
| 千葉縣   | 千葉電視台  | 2013年7月7日－9月8日   | 星期日 24時30分－25時00分 | 獨立UHF局  |            |
| 埼玉縣   | 埼玉電視台  | 2013年7月7日－9月8日   | 星期日 24時30分－25時00分 | 獨立UHF局  |            |
| 東京都   | TOKYO MX    | 2013年7月10日－9月11日 | 星期三 25時00分－25時30分 | 獨立UHF局  |            |
| 兵庫縣   | SUN電視台   | 2013年7月10日－9月11日 | 星期三 26時00分－26時30分 | 獨立UHF局  |            |
| 福岡縣   | TVQ九州放送 | 2013年7月10日－9月11日 | 星期三 26時40分－27時10分 | 東京電視網 |            |
| 岐阜縣   | 岐阜放送    | 2013年7月11日－9月12日 | 星期四 25時45分－26時15分 | 獨立UHF局  |            |
| 三重縣   | 三重電視台  | 2013年7月11日－9月12日 | 星期四 26時20分－26時50分 | 獨立UHF局  |            |
| 日本全國 | BS11        | 2013年7月12日－9月13日 | 星期五 27時00分－27時30分 | 衛星電視   | ANIME+節目 |

| BS11 ANIME+節目 星期五 27:00－27:30 | BS11 ANIME+節目 星期五 27:00－27:30           | BS11 ANIME+節目 星期五 27:00－27:30 |
| ----------------------------------- | --------------------------------------------- | ----------------------------------- |
|                                     | BLOOD LAD 血意少年 （2013年7月12日－9月13日） |                                     |
| RDG 瀕危物種少女                    | 柯塞特的肖像                                  |                                     |

| now 101台 星期四、五 23:00－24:00 節目 | now 101台 星期四、五 23:00－24:00 節目 | now 101台 星期四、五 23:00－24:00 節目 |
| -------------------------------------- | -------------------------------------- | -------------------------------------- |
|                                        | Blood Lad （2014年3月20日－4月3日）    |                                        |
| Psycho Pass 第1期                      | 惡魔倖存者2                            |                                        |

| now 香港台 星期五 24:00－25:00 節目 | now 香港台 星期五 24:00－25:00 節目  | now 香港台 星期五 24:00－25:00 節目 |
| ----------------------------------- | ------------------------------------ | ----------------------------------- |
|                                     | Blood Lad （2014年7月18日－8月15日） |                                     |
| 回答吧！1997 （星期一至五）         | 惡魔倖存者2                          |                                     |

### 藍光 / DVD
| 卷 | 發行日期       | 收錄話        | 規格編號  | 規格編號   | 規格編號   | 規格編號 |
| 卷 | 發行日期       | 收錄話        | BD        | DVD限定版  | DVD通常版  |          |
| -- | -------------- | ------------- | --------- | ---------- | ---------- | -------- |
| 1  | 2013年9月27日  | 第1話－第2話  | KAXA-6701 | KABA-10171 | KABA-10176 |          |
| 2  | 2013年10月25日 | 第3話－第4話  | KAXA-6702 | KABA-10172 | KABA-10177 |          |
| 3  | 2013年11月29日 | 第5話－第6話  | KAXA-6703 | KABA-10173 | KABA-10178 |          |
| 4  | 2013年12月27日 | 第7話－第8話  | KAXA-6704 | KABA-10174 | KABA-10179 |          |
| 5  | 2014年1月31日  | 第9話－第10話 | KAXA-6705 | KABA-10175 | KABA-10180 |          |

## 動畫PV
原作漫畫完結後角川動畫於2017年1月公開的紀念PV。

### 製作人員（PV）
- 作畫監督：藤崎賢二[22]
- 攝影監督：蔡伯崙 [22]
- 動畫制作：NAZ[22]

### 主題曲
「Blood Answer」
作詞、作曲：末並弘史，編曲：大野裕一，歌：Haru.Robinson

## 備註
註釋
1. ↑  日語中與決意同音。
2. ↑  日語中音近吸血鬼。
3. ↑  布拉德·查理的諧音，櫻桃一詞亦表處男。
4. ↑  動畫電影《天空之城》中傳說的大型空浮都市。
5. ↑  日語中音同隊長（Leader）。
6. ↑  改自日本作家夏目漱石的小說《我是貓》。

參考資料
1. ↑  . 角川グループパブリッシング.   [2010-08-01]. （原始内容存档于2010-05-25）.
2. ↑  . 角川グループパブリッシング.   [2012-06-21]. （原始内容存档于2012-06-19）.
3. ↑  . 角川グループパブリッシング.   [2012-06-21]. （原始内容存档于2012-06-19）.
4. ↑  . 角川グループパブリッシング.   [2012-06-21]. （原始内容存档于2012-06-19）.
5. ↑  . 角川グループパブリッシング.   [2012-06-21]. （原始内容存档于2012-05-25）.
6. ↑  . 角川グループパブリッシング.   [2012-06-21]. （原始内容存档于2012-06-19）.
7. ↑  . 角川グループパブリッシング.   [2012-08-06]. （原始内容存档于2012-09-15）.
8. ↑  . 角川グループパブリッシング.   [2013-03-25]. （原始内容存档于2013-04-20）.
9. ↑  . 角川グループパブリッシング.   [2013-03-25]. （原始内容存档于2013-07-25）.
10. ↑  . 角川グループパブリッシング.   [2016-02-19]. （原始内容存档于2016-03-03）.
11. ↑  . 角川グループパブリッシング.   [2016-02-19]. （原始内容存档于2016-03-03）.
12. ↑  . 角川グループパブリッシング.   [2016-02-19]. （原始内容存档于2016-03-03）.
13. ↑  . 角川グループパブリッシング.   [2016-02-19]. （原始内容存档于2016-03-03）.
14. ↑  . 角川グループパブリッシング.   [2016-02-19]. （原始内容存档于2016-03-03）.
15. ↑  . 角川グループパブリッシング.   [2016-02-19]. （原始内容存档于2016-03-03）.
16. ↑  . 角川グループパブリッシング.   [2016-02-19]. （原始内容存档于2016-03-03）.
17. ↑  . 角川グループパブリッシング.   [2016-04-21]. （原始内容存档于2016-07-09）.
18. ↑  . 角川グループパブリッシング.   [2017-01-13]. （原始内容存档于2017-01-18）.
19. ↑  . 角川グループパブリッシング.   [2012-08-06]. （原始内容存档于2012-09-15）.
20. ↑  見於2012年9月4日發售、角川書店發行的『ヤングエース2012年10月号』第431頁
21. 1 2 3 4 5 6 7 8  .   [2013-02-25]. （原始内容存档于2014-11-28）.
22. 1 2 3 4  .   [2017-01-14]. （原始内容存档于2019-02-15）.

## 外部連結
- ブラッドラッド | 小玉有起（页面存档备份，存于） - 角川書店特集頁面（日語）
- 動畫 BLOOD LAD 官方網站（页面存档备份，存于）（日語）
- 搜狐独播专区（页面存档备份，存于）（简体中文）
- bilibili播放專區（页面存档备份，存于）（简体中文）